# おはようパンたオジら!
- おはようパンタオジラ
- おはようぱんたおじら
- おはようぱんたオジラ
- おはようパンタおじら

『おはようパンたオジら!』は、1985年4月1日から1986年3月31日まで、ラジオたんぱ（日本短波放送、現在の日経ラジオ社、愛称はラジオNIKKEI）第1放送の平日朝の時間帯で放送していたラジオ番組。
放送時間は毎週月曜日から金曜日の7:00 - 7:45（JST）。

## 概要
登校前の中高生らを対象リスナーの中心とした「日本初のティーンエイジャー向け、中高生向け早朝ラジオ」という触れ込みで、リスナーのニーズに合わせた情報満載で、中高生とダイレクトにつながる放送が売りという番組であった。
『パンたオジら』というタイトルは、当時の日本短波放送の愛称『ラジオたんぱ』を逆読みしたものである。本番組にはマスコットキャラクターがおり、「パンたオジら」に掛けてヘッドフォンをかぶったパンダとゴジラが合成されたというキャラクターである。
本番組は通常、スタジオから非公開による生放送であったが、1985年7月12日には、当時の夕方の時間帯の番組『はしゃいで○○大放送』が使っていたのと同じ東京本社の公開放送用スタジオ・第0（ゼロ）スタジオから本番組初の公開生放送を行った。その後も1985年8月16日金曜日の『夏のほづみちゃん祭り』など、0スタジオからの公開生放送は定期的に行われた。
集英社の女性アイドル雑誌『DUNK』とタイアップして、本番組のマンスリーページが1985年6月号から1986年4月号まで設けられていた。

## パーソナリティ
- 月曜日：野沢直子
- 火曜日：渡辺正行（コント赤信号）
  - アシスタント：小野寺直美（当時ラジオたんぱアナウンサー）、堤香苗（隔週出演）
- 水曜日：桑田靖子
- 木曜日：石井章雄、小宮孝泰（コント赤信号、隔週出演）
- 金曜日：郷田ほづみ、山田朝美

## 主なコーナー

### 全曜日共通
- みんなでやろう お目覚め体操
ラジオ体操第1を、馬鹿馬鹿しくもまじめに振舞ってやろうというコーナー[1]。

- 今日のチリバツ占い
原宿の母と呼ばれる占い師・菅野鈴子が出演し、生年月日と姓名からリスナーを占っていた[1]。

- おこづかいあげちゃうよ!
出場希望のリスナーと電話をつないで、毎朝一問のクイズを出題。正解すると「おこづかい」と称した賞金を贈呈。不正解の場合は、その日の賞金がそのまま上積みされていった[1]。

- パンたオジらモーニングコール
リスナーからのリクエストに応じて、パーソナリティまたはアイドル、有名人に収録してもらったモーニングコールを放送。

### 月曜（野沢直子）
- 直子の無責任道場
その時代を象徴した“花形商売”を採り上げ、その仕事に就くにはどうしたら良いかを伝授していた。1985年5月で終了[3]。

- 直子の目安箱 → 激突ネクラマッチ
野沢自らリスナーからの相談に乗るコーナーだったが、暗い内容の投書が多かったことから1985年6月に後者に企画を変更。身内や身の周りの根暗な人を紹介してもらってそれを競うというコーナーに変わった[3]。

- 追っかけ隊全員集合
「直子の追っかけ隊を作ろう」という内容を前述『無責任道場』コーナーで採り上げたところ、反応が良かったということで、実際に「追っかけ隊」を作るべく1985年5月からスタートした[3]。

- イタズラ電話リクエスト
リスナーから、イタズラ電話をかけてやりたい人を、電話番号と電話する内容と一緒に送って紹介した。野沢が「小森まなみの真似」をして電話をする（DUNKのマンスリーページによれば、この物真似が「似ていた」という）のが流行っていたとのこと[4]。

### 火曜（渡辺正行）
- モーニング・ポエム
全国から紹介して欲しい校歌を募集し、それをポエム調に朗読し、更に勝手な解釈まで加えて朗読したこともあった。1985年6月終了[3]。

- 全国ちかん情報
「私はこういう痴漢に遭った」という被害者情報を集める趣旨であったが、男子リスナーが多かったこともあって集まりが悪く、1985年6月終了[3]。

- 正行のモーニング・シアター
新作映画とその見どころを、渡辺独自の感性をもって紹介していた[3]。

### 水曜（桑田靖子）
- 靖子のオジら国語辞典
「広辞苑に挑戦する」を合言葉に、日本語の新解釈を募集しした。1985年7月いっぱいで終了[3]。

- 靖子の人名ベスト10
毎週名字を指定し、「無名な有名人を探そう」という趣旨の元、“怪物人間”“名物人間”を募集していた。しかし集まったのは“品性下劣”と判断された人物ばかりだったという。1985年5月いっぱいで終了[3]。

- 靖子の恥っ子クラブ
1985年6月スタート。リスナーから、自分が恥をかいたなどのエピソードを募集。中には桑田自身の失敗や恥話が報告された事例もあった[3]。

- 靖子大作戦'85
1985年6月スタート。「今年こそ靖子をNHK紅白歌合戦に出そう」という目標の元、新曲タイトルやキャッチコピーなどを募集していた[3]。

### 木曜（石井章雄、小宮孝泰）
石井週
- ラサール石井の今日のワンポイント学習
英語、数学、国語などを面白くアレンジして学習指導するコーナー[1]。

- ラサール石井のこれが青春だったりなんかして相談室[3]

小宮週
- 全国有名通学路観光ガイド
最初はリスナーから応募された中からガイドする学校を決めていたが、1985年5月から集英社の雑誌『DUNK』とこのコーナーとのタイアップで行われていた「学校名無差別人気投票」で上位に入賞した学校をガイドするという形式に変更した[3]。

- 隔週アルバイト情報[3]

両週共通
- 朝の連続リレー小説[3]
1985年4月スタート時から。
- 紀伊國屋・文字クイズ[3]
1985年7月からスタート。

### 金曜（郷田ほづみ）
- ほづみの“これが真実だ”
世界史、日本史上での様々な有名な出来事を、本番組流に珍解説するコーナー[1]。

- ワンポイントヒストリー
「○年前の今日、このようなことがあった」などという形式で進行されていたコーナー。1985年5月いっぱいで終了[3]。

- ハラホロ大作戦
最初は、リスナーに行動指令を出し、その結果を報告してもらうコーナーだったが、その後「あるものについて考え、または『ギネスに挑む』など色々挑戦して、そのレポートを出す」という形式のものが多くなっていった[5]。

- ラジオ流行語講座[3]
- 今週のほづみ賞[3]

- きゃんタマ劇場
1985年5月スタート、「ラジオ流行語講座」を休止しての月1回のコーナー。タイアップしていた雑誌『DUNK』内のコーナーページ『タマの生活綴り方教室』で優秀作に選ばれた作品をラジオドラマ化して放送[3]。

- エアチェックサービス
夏季（7 - 8月頃）限定で放送されていたコーナー[3]。